# Alauda razae
La calandrella di Raso o allodola di Raso (Alauda razae (Alexander, 1898) è un uccello passeriforme della famiglia degli Alaudidi endemico di Capo Verde.

## Distribuzione e habitat
L'areale di Alauda razae è ristretto all'isola di Raso, un piccolo isolotto disabitato di circa 7 km² facente parte delle Ilhas do Barlavento, il gruppo di isole che costituiscono la metà settentrionale dell'arcipelago di Capo Verde. Evidenze fossili suggeriscono che in passato la specie fosse presente anche nelle isole di Santa Luzia, São Vicente e Santo Antão ed è verosimile che fosse presente anche sull'isolotto di Branco.

## Conservazione
Per la ristrettezza del suo areale e la esiguità della popolazione, stimata in meno di mille esemplari, la IUCN Red List classifica Alauda razae come specie in pericolo critico di estinzione (Critically Endangered).